# Clemens Rostock

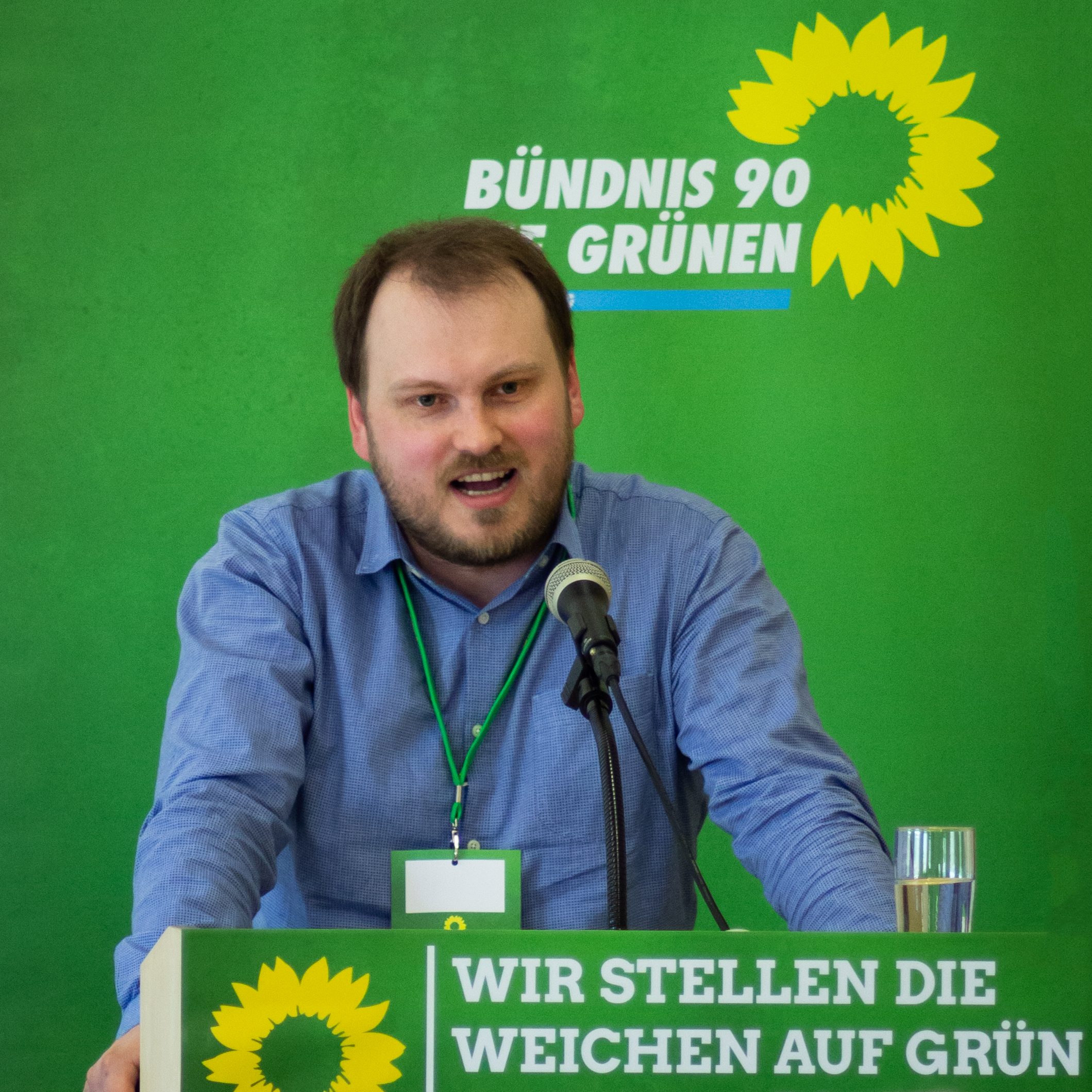
Clemens Rostock, 2018

Clemens Rostock (* 21. Februar 1984 in Eisenhüttenstadt, Bezirk Frankfurt (Oder), DDR) ist ein deutscher Politiker der Partei Bündnis 90/Die Grünen. Seit 2025 ist er erneut Vorsitzender des Landesverbands Bündnis 90/Die Grünen Brandenburg; ein Amt, das er bereits von 2014 bis 2019 innehatte. Er war von 2019 bis 2024 Abgeordneter im Landtag Brandenburg.

## Persönliches
Rostock wuchs in Eisenhüttenstadt auf. Nach dem Abitur (Deutsch-Polnisches Gymnasium Neuzelle) studierte er an den Universitäten von Potsdam und Münster Volkswirtschaftslehre und Wirtschaftswissenschaften. Nach dem Abschluss seines Studiums arbeitete Rostock beim Verkehrsclub Deutschland im Projekt „Klimaverträglich mobil 60+“.
Rostock ist verheiratet und hat drei Kinder. Er wohnt mit seiner Familie in Hennigsdorf.

## Politik
Rostock ist seit 2001 Mitglied bei Bündnis 90/Die Grünen. Er war viele Jahre Mitglied im Landesvorstand der Grünen Jugend Brandenburg und mehrfach Direktkandidat seiner Partei bei Bundestags- und Landtagswahlen. Von 2008 bis 2014 war er Stadtverordneter in Eisenhüttenstadt. Bei den Landtagswahlen in Brandenburg 2009 verpasste Rostock mit Listenplatz 6 nur knapp den Einzug in das Landesparlament, errang seine Partei doch fünf Landtagsmandate.
Im November 2013 wurde Rostock, zunächst als Beisitzer, Mitglied im Landesvorstand des bündnisgrünen Landesverbands Brandenburg. Am 29. November 2014 wurde Rostock dann neben Petra Budke zu einem von zwei gleichberechtigten Landesvorsitzenden gewählt. Er trat die Nachfolge von Benjamin Raschke an, der sein Amt nach seiner Wahl in den Landtag Brandenburg niedergelegt hatte. Im November 2015 und im November 2017 wurde er jeweils für zwei weitere Jahre als Landesvorsitzender bestätigt.
Bei der Landtagswahl in Brandenburg 2019 wollte Rostock ein Teil des Spitzenduos seiner Partei werden, unterlag bei der parteiinternen Urwahl aber Benjamin Raschke. Er kandidierte stattdessen auf Listenplatz 6 seiner Partei und zog damit 2019 in den Landtag ein. Daraufhin legte er das Amt des Landesvorsitzenden nieder. Er war Sprecher für Verkehr, Energie, Arbeit (Gewerkschaften) und DDR-Aufarbeitung seiner Fraktion. Bei der Landtagswahl 2024 zogen die Grünen nicht mehr in den Landtag ein; Rostock schied somit aus dem Landtag aus.
Am 15. März 2025 wurde Rostock erneut zum Co-Landesvorsitzenden der Grünen in Brandenburg gewählt.